# ایل سن لویی

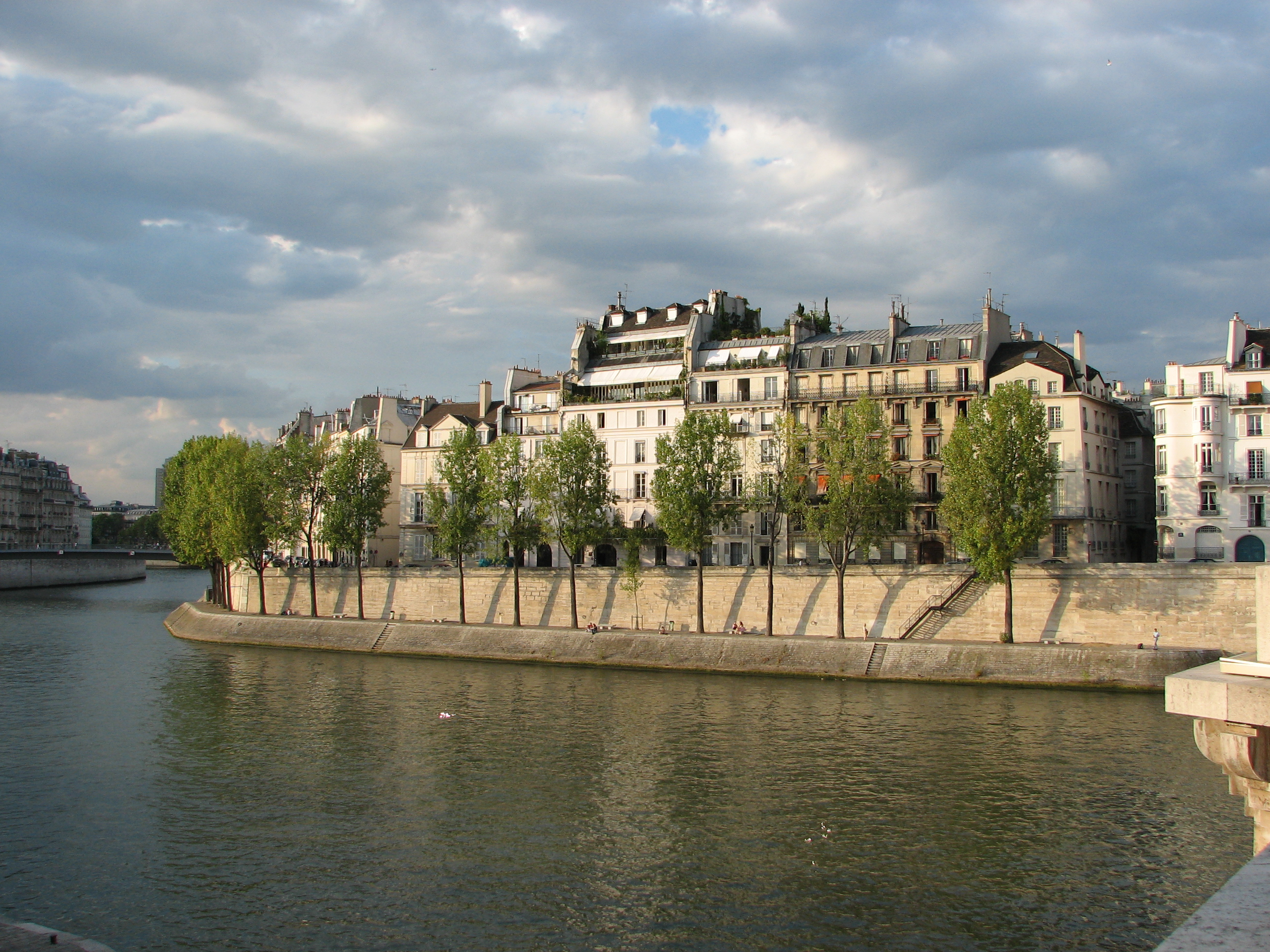
نمایی از ایل سن لویی

ایل سن لویی (به فرانسوی:Île Saint-Louis): نام یکی از دو جزیره طبیعی واقع بر رود سن در شهر پاریس است (نام جزیره دیگر ایل دولاسیته است)
اسم این جزیره را به افتخار لویی نهم پادشاه فرانسه نامگذاری کرده‌اند.
این جزیره به وسیله پل‌های متعددی از سوی دو سمت به شهر پاریس و به وسیله پل سن لویی به ایل دولاسیته مرتبط است. این جزیره در گذشته به عنوان چراگاه و انبار چوب مورد بهره‌برداری قرار می‌گرفت. پیشینه استفاده از این جزیره به عنوان بخشی از شهر پاریس به قرن هفدهم و از زمان هانری چهارم و لویی سیزدهم می‌رسد.
با اینکه این جزیره در مرکز شهر پاریس قرار دارد اما فضایی ساکت و آرام دارد. این جزیره تنها دارای یک خیابان یک‌طرفه و دو ایستگاه اتوبوس است و ایستگاه مترو ندارد. البته علاوه بر مناطق مسکونی که عمده فضای جزیره را تشکیل می‌دهد، چند رستوران، فروشگاه، کافه و بستنی‌فروشی نیز در خیابان اصلی این جزیره موجود است. کلیسای بزرگی نیز به نام کلیسای سن لویی-آنیل نیز در این جزیره قرار دارد.

## پل‌های جزیره
پنج پل ایل سن لویی را به پاریس و ایل دولاسیته مرتبط می‌کنند:
- پل سن لویی از ایل دولاسیته.
- پل دولاتورنی از ساحل چپ.
- پل لویی فیلیپ از ساحل راست.
- پل ماری از ساحل راست.
- پل سویی از هر دو ساحل.